# Хальяс (комарка)
Хальяс (исп. Xallas,  галис. O Xallas [О Шальяс])  — район (комарка) в Испании, входит в провинцию Ла-Корунья в составе автономного сообщества Галисия. Назван по небольшой реке Хальяс, впадающей в бухту Коркубьон Атлантического океана.

## Муниципалитеты
1. Масарикос
2. Санта-Комба